# Agutí verd
L'agutí verd (Myoprocta acouchy) és una espècie de rosegador histricomorf de la família Dasyproctidae, una de les dues espècies d'acuchis sud-americans del gènere Myoprocta.

## Característiques
L'agutí verd és un rosegador sud-americà que aconsegueix una grandària aproximada de 35 cm. Té les potes llargues i primes, la cua és curta i acaba en un mechón de pèls.

## Distribució
Habita Sud-amèrica: en Guaianes, Brasil i, possiblement també, a Colòmbia.

## Biologia
Després d'un període de gestació de 99 dies aproximadament, solen néixer 2 cries. Els petits són precoços i es refugien en esquerdes del terreny o, més rarament, en algun cau excavat per un altre animal, fins que expliquen diverses setmanes de vida. La mare va a visitar-los per alimentar-los.